# Bonaventura Vulcanius
Pour les articles homonymes, voir Bonaventura.
Bonaventure de Smet, latinisé en Bonaventura Vulcanius, né le 30 juin 1538 à Bruges et mort le 9 octobre 1614 à Leyde, est un érudit et traducteur humaniste flamand.

## Biographie
Son père était pensionnaire de cette ville et avait mérité l’amitié d’Érasme qui loue son éloquence et son érudition. À l’université de Louvain, le professeur Pierre Nanninck lui fit faire de rapides progrès en littérature et en langues anciennes. Il hésitait entre une carrière au barreau et la médecine, lorsque le cardinal Francisco Mendoza de Bobadilla, évêque de Burgos, le demanda pour son homme d’étude. Charmé de trouver l’occasion de voir un pays dont il avait entendu raconter des merveilles, il partit pour l’Espagne, en 1559. Le cardinal en fit son secrétaire, son bibliothécaire, et le chargea de traduire en latin les passages des Pères grecs, qu’il se proposait d’employer dans un ouvrage auquel il travaillait. Après la mort de ce prélat en 1566, Vulcanius remplit les mêmes fonctions près de son frère, Ferdinand de Mendoza, archidiacre de Tolède. Ferdinand mourut en 1570 et Vulcanius, informé que son père était gravement malade, se hâta de revenir, mais trop tard, à Bruges.
Les troubles des Pays-Bas le décidèrent à se replier sur Cologne, où il espérait trouver la quiétude nécessaire aux chercheurs. Craignant que cette ville ne devienne le théâtre de la guerre, il se rendit à Bâle, puis à Genève, d’où il revint encore à Bâle, s’occupant dans ses loisirs à traduire divers auteurs grecs. Ayant reçu la nouvelle de la mort de sa mère, il fut obligé de revenir à Bruges, pour régler ses affaires. Ayant établi sa résidence à Anvers, il fut nommé premier recteur de l’école de cette ville. Ayant obtenu, en 1578, le titre de professeur de langue grecque à l’académie de Leyde, il ne prit possession de cette chaire qu’en 1580, mais l’occupa trente-deux ans, avec un zèle remarquable. Déclaré professeur émérite en 1612, il s’endormait pour toujours sur ses livres, deux ans plus tard.
Pierre Cunaeus prononça son oraison funèbre. Il parait que Vulcanius était indifférent en matière de religion. « Il veut être des nôtres, dit Scaliger, mais il ne sait ce que c’est de religion ; il est de celle des dés et des cartes. » On le soupçonnait également de ne s’être pas montré scrupuleux sur les moyens de former la belle bibliothèque qu’il possédait, et de s’être approprié beaucoup de livres. Il légua tous ses manuscrits à la BU de Leyde.

## Éditions

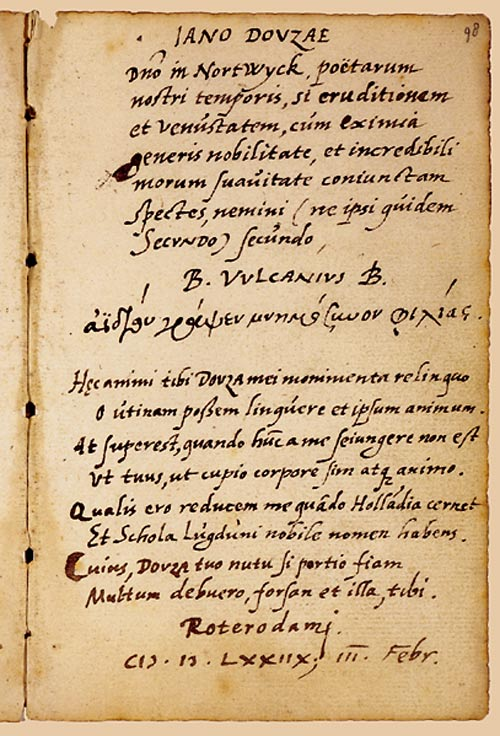
Poème de Vulcanius adressé à Janus Dousa ; Rotterdam, 3 février 1578.

- De litteris et lingua Getarum sive Gothorum ; item de notis Lombardicis quibus accesserunt specimina variarum linguarum, Leyde, 1597, in-8°.Ouvrage rare et curieux, dont on ne connait pas l’auteur. L’abbé Banier, dans sa continuation des Mélanges de Vigneul-Marville (Bonav. d’Argonne), l’attribue à Antoine Morillon, secrétaire du cardinal de Granvelle, mais Barbier regarde cette allégation comme douteuse, et il n’a pas cru devoir la reproduire dans la seconde édition du Dictionnaire des anonymes.
- Thesaurus utriusque linguæ ; hoc est Philoxeni, aliorumque veterum glossaria latino-gr. et gr. Latina, etc. cum notis, Leyde, 1600, in-fol.Cette édition, supérieure à celle de H. Estienne, a été surpassée à son tour par celle de Ch. Labbé.
- Onomasticon vocum latino-graecarum, Leyde, 1600.
- Origines d’Isidore de Séville ; de F. Planciades, Fulgence et de Martianus Capella, Bâle, 1577, in-fol.
- De Mundo, attribué à Aristote.
- Questions de Théophylacte-Simmocata et de Cassius.
- Histoire des Goths de Jornandès.
- Œuvres d’Apulée.
- Poésies latines des trois Grudius.
- Defensio gloriœ Batavinae de Cornel. Aurelius, etc.
- Versions latines, enrichies de notes de l’expédition d’Alexandre, par Arrien, H. Estienne, 1575, in-f°.
- Hymnes de Callimaque.
- Idylles de Bion et de Moschus, en vers, Chr. Plantin, 1584, in-16.
- De Thematibus de Constantin Porphyrogenète.
- Histoire d’Agathias.
- Deux opuscules attribués à saint Nil, l’un de la primauté du pape à Rome, et l’autre du feu du purgatoire.
- Quelques Opuscules de saint Cyrille d’Alexandrie.Sa version de l’ouvrage de Constantina été conservée par Meursius dans son édition des Œuvres de ce prince ; et celle de l’Histoire d’Agathias, par les éditeurs de la Collection Byzantine.

Quelques auteurs attribuent à Vulcanius une Histoire des troubles des Pays-Bas (Historia tumultuum Belgicorum) ; mais Voigt (Catal. libr. rarior.) et Freytag (Analecta litteraria) en révoquent l’existence.

## Sources
- « Bonaventura Vulcanius », dans Louis-Gabriel Michaud, Biographie universelle ancienne et moderne : histoire par ordre alphabétique de la vie publique et privée de tous les hommes avec la collaboration de plus de 300 savants et littérateurs français ou étrangers, 2e édition, 1843-1865 [détail de l’édition]
- Xavier de Theux de Montjardin, Le Bibliophile Belge, t. 4, Bruxelles, Librarie ancienne et moderne, coll. « Société des bibliophiles de Belgique », 1847, 458 p. (lire en ligne), p. 312.